# 인천교통공사
인천교통공사(仁川交通公社)는 인천 도시철도를 비롯한 인천종합버스터미널 등 대중교통 운영을 담당한 인천광역시 산하 지방 공기업이다. 본사는 인천광역시 남동구 간석동에 있다.

## 주요 업무
- 인천 도시철도 1호선, 인천 도시철도 2호선, 인천공항 자기부상철도 운영
- 월미은하레일 구축 사업
- 인천교통연수원 운영
- 인천시 버스정보관리시스템 운영
- 인천종합버스터미널 운영
- 장애인콜택시 운행
- 청라 ~ 화곡 BRT 운영
- 서울 지하철 7호선 인천 및 부천 구간 (까치울역 ~ 석남역) 운영

## 역사

### (구)인천교통공사
1992년 12월 30일 지방공사 인천터미널로 설립되어, 2005년 8월 26일에 인천교통공사로 사명이 변경되었다. 인천광역시 미추홀구의 인천종합버스터미널 부지 내에 본사를 두었으며, 인천종합버스터미널, 버스정보시스템, 장애인콜택시 등의 운영을 담당하였다. 이후 2011년 11월 28일 인천메트로에 합병됨으로써 해체되었다.

### 인천메트로
인천 도시철도 1호선의 운영을 담당할 목적으로 1992년 6월 30일에 설립된 인천광역시 지하철 건설본부가 시초이다. 1993년 7월 5일에 지하철 착공에 들어갔으며, 1997년 11월 20일 지하철공사설치조례가 공포되고 이 조례에 의하여 1998년 2월 20일에 설립인가를 받아 1998년 4월 15일에 인천광역시 지하철공사로 창립되어 법인설립이 등기되었다. 2009년 10월 6일에 인천메트로로 사명이 변경되었다.

### 통합

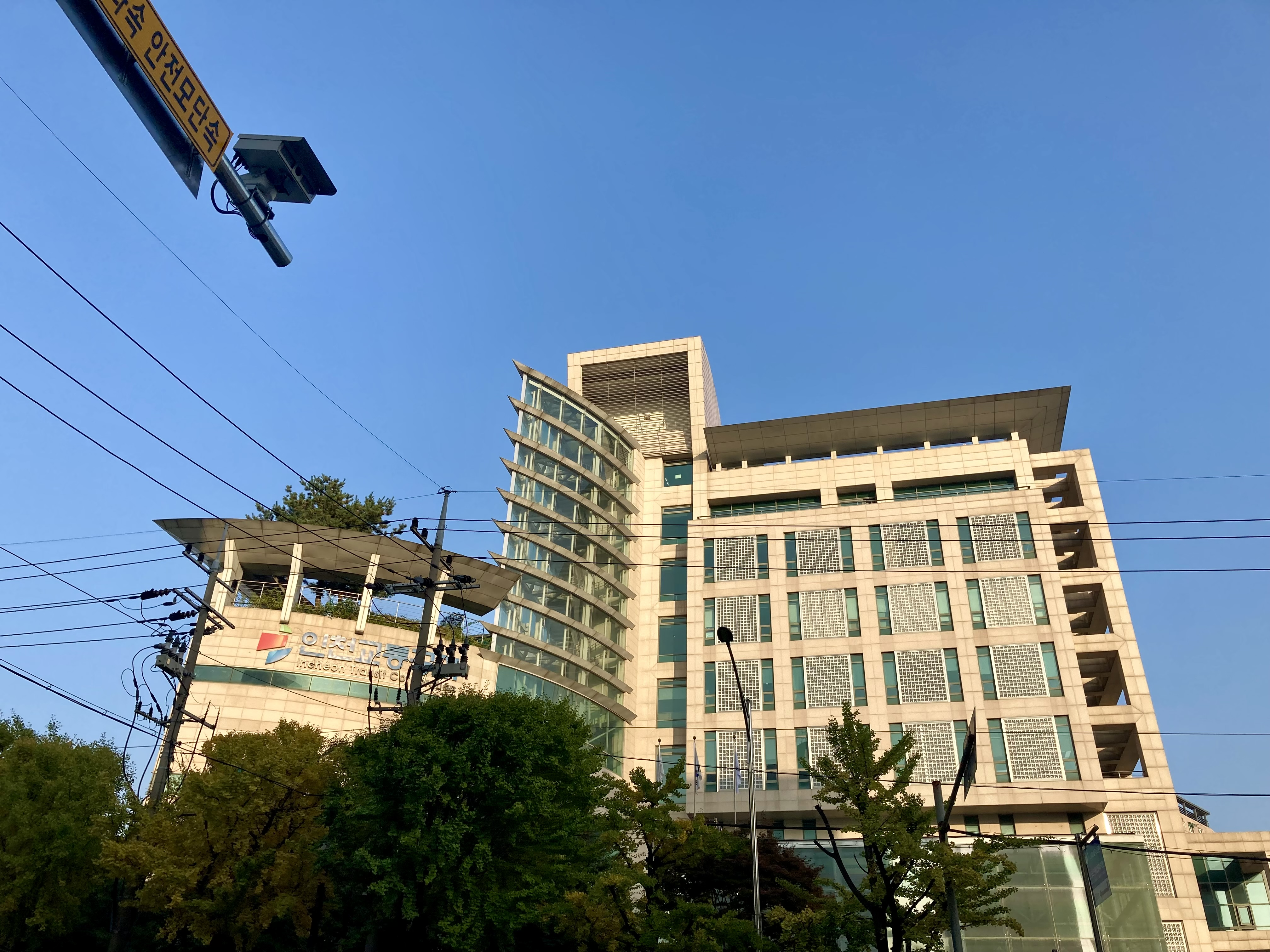
건물 전경(앞)

2011년 11월 28일에 인천메트로가 (구)인천교통공사를 인수 합병하여, 인천교통공사로 사명이 변경되었다.
본 공사의 캐릭터로 사용된 '아이로'란, 인천의 대표 이니셜 '아이(I)'와 한자어 '길 로(路)'를 조합하여, 인천 지역 대중교통의 넘버원으로서 고객과 함께 가는 인천교통공사를 상징하는 의미를 함축적으로 표현한 것이다.

### 연혁
- 1992년 6월 30일: 지하철 건설본부 설립
- 1993년 7월 5일: 지하철 건설공사 착공
- 1997년 11월 20일: 지하철공사설치조례 공포
- 1998년 2월 20일: 지하철공사 설립인가, 지하철공사정관 공포
- 1998년 4월 15일: 공사 창립
- 1998년 5월 21일: 노동조합 창립
- 1999년 10월 16일: 인천 도시철도 1호선 박촌 ~ 동막 구간 개통
- 1999년 12월 7일: 귤현역 개통
- 2000년 5월 2일: 고객서비스현장 선포
- 2004년 8월 1일: 불연내장재 교체열차 운행
- 2006년 7월 1일: 궁도선수단 창단
- 2007년 3월 16일: 인천 도시철도 1호선 계양역 개통
- 2008년 7월 9일: 스크린도어 개통행사(부평역, 인천터미널역)
- 2009년 2월 11일: 스크린도어 개통행사(작전역, 예술회관역)
- 2009년 6월 1일: 인천 도시철도 1호선 동막 ~ 국제업무지구 구간 개통
- 2010년 6월 24일: 의정부 경전철 관리운영계약 체결
- 2011년 12월 28일: 인수 합병(인천메트로 + 인천교통공사 → 인천교통공사)
- 2012년 9월 26일: 인천공항 자기부상철도 운영권 확보
- 2013년 3월 28일: 개통이후 수송인원 10억명 돌파
- 2013년 7월 11일: 청라 ~ 화곡 BRT 운영
- 2014년 9월: 전 역사 스크린도어 설치
- 2016년 7월 30일: 인천 도시철도 2호선 검단오류 ~ 운연 구간 개통
- 2020년 12월 12일: 인천 도시철도 1호선 국제업무지구 ~ 송도달빛축제공원 구간 개통
- 2021년 5월 22일: 서울 지하철 7호선 석남 구간(부평구청 ~ 석남) 개통 및 산곡역, 석남역 운영권 이관
- 2022년 1월 1일: 서울 지하철 7호선 인천 • 부천 구간(까치울 ~ 부평구청) 운영권 이관(서울교통공사 → 인천교통공사)
- 2025년 6월 28일: 인천 도시철도 1호선 계양 ~ 검단호수공원 구간 개통

## 운행 노선

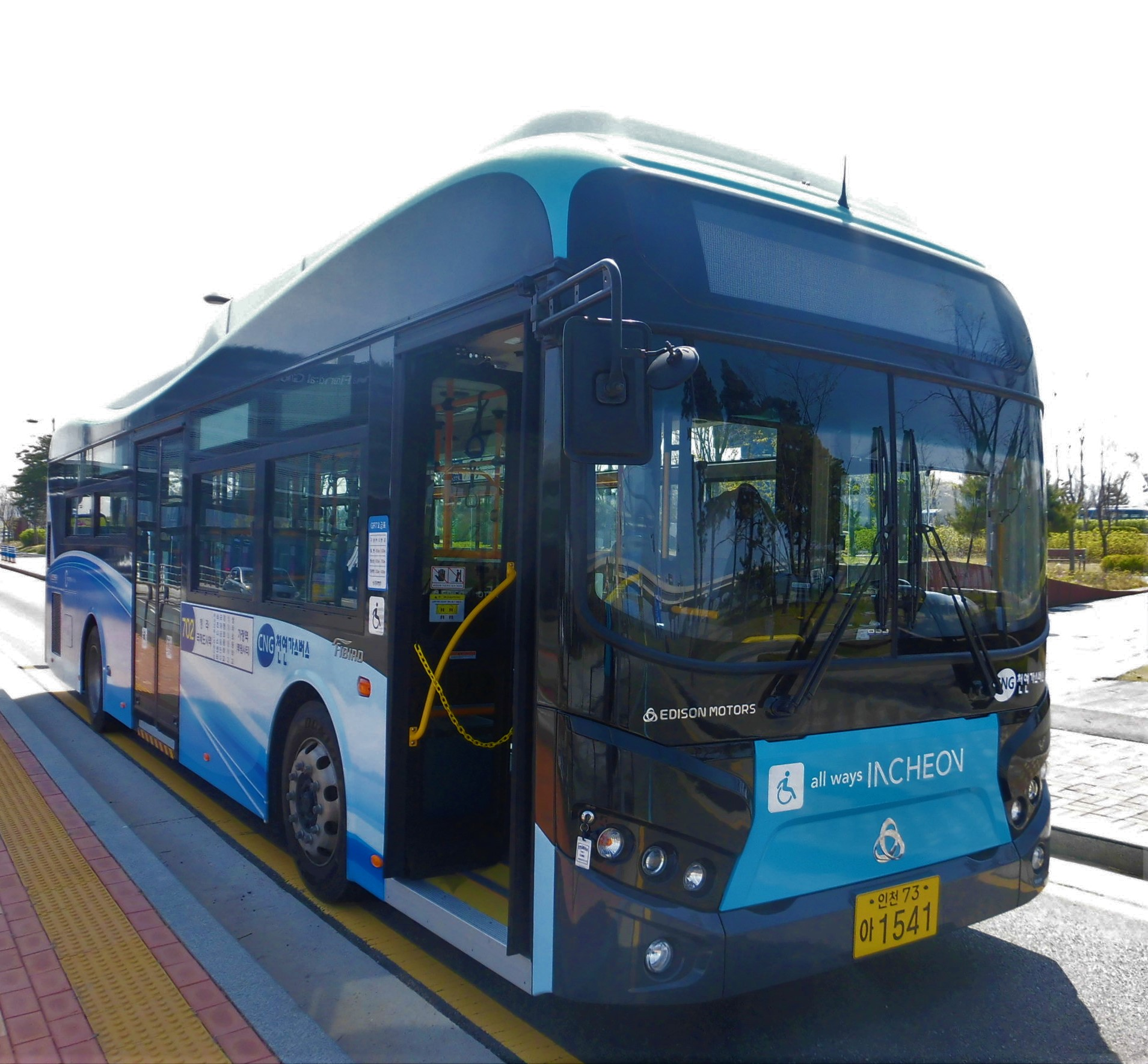
청라에서 가정역까지 운행하는 702번 버스. 차량은 에디슨모터스의 에디슨 화이버드이다.

### 간선버스
- ● 63번: 청라BRT차고지 ~ 제물포역 ~ 주안역 ~ 석바위(인천고등학교) ~ 문학경기장(인명여자고등학교) ~ 선학역 ~ 연수구청 ~ 동춘동 (2020년 12월 31일부터 삼환교통에서 이관 및 연장됨.)

### 순환버스
- ● 순환 41번: 송도공영차고지 ~ 신정중학교 ~ 송도공영차고지
- ● 순환 42번: 송도공영차고지 ~ 겐트대학글로벌캠퍼 ~ 송도공영차고지
- ● 순환 43번: 송도공영차고지 ~ 송도스포츠센(LNG야구장) ~ 송도공영차고지
- ● 순환 47번: 송도공영차고지 ~ 렌드마크시티1호수변공원 ~ 송도공영차고지

### BRT
- ● 701번: 청라국제도시 ~ 가정역 (준공영제 미적용 노선)
- ● 702번: 청라국제도시 ~ 가정역 (준공영제 미적용 노선)
- ● 7700번: 청라국제도시 ~ 화곡역

### 도시철도
- ● 인천 도시철도 1호선: 검단호수공원역 ~ 송도달빛축제공원역
  - 총연장: 37.1 km
  - 차량기지: 귤현차량사업소
  - 역수: 30개
  - 운행차량: 인천교통공사 1000호대 전동차
- ● 인천 도시철도 2호선: 검단오류역 ~ 운연역
  - 총연장: 29.2 km
  - 차량기지: 운연차량사업소, 오류차량사업소
  - 역수: 27개
  - 운행차량: 인천교통공사 2000호대 전동차
- ● 서울 지하철 7호선: 까치울역 ~ 석남역 구간 (7호선 운영사업단 관리 및 운영)
  - 총연장: 11.9 km
  - 역수: 11개
  - 운행차량: 서울교통공사 7000호대 전동차, 인천교통공사 SR000호대 전동차, 인천교통공사 7000호대 전동차(단, 764~772편성은 서울교통공사 수탁 관리)
  - 기타: 2021년 5월 22일부터 12월 31일까지 산곡역부터 석남역까지 운영, 2022년 1월 1일부터 까치울역부터 확대 운영

## 폐선 및 이관된 노선

### 버스

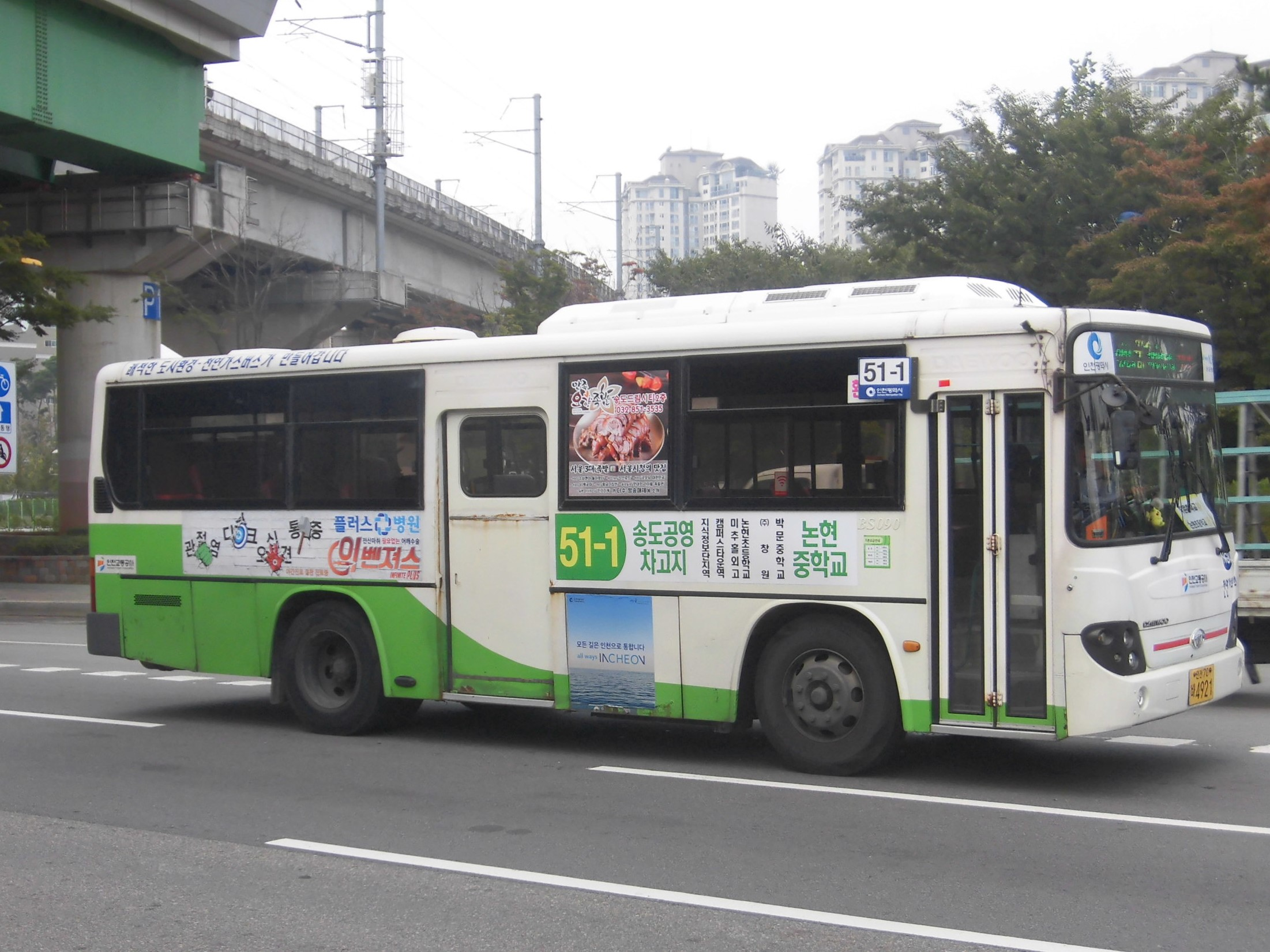
폐선 직전 당시 인천 51-1번 순환버스
해당 노선은 2016년 인천 버스 대개편 때 계속 존속했으나, 2018년 9월 폐지되었다.

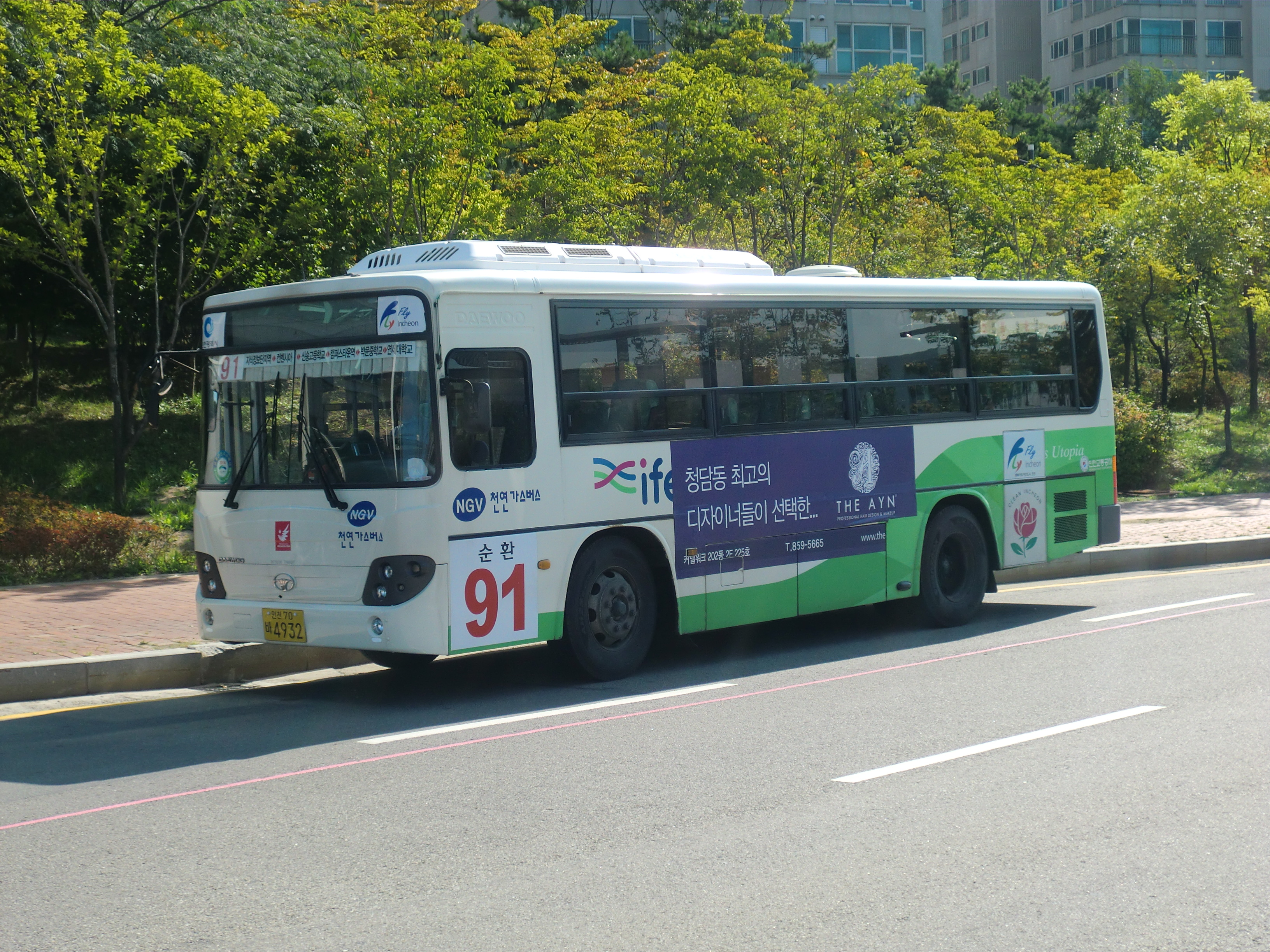
2020년 개편 직전 당시의 순환91번 버스

- ● 계양1번: 계양역 ~ 이화2동 (계양구시설관리공단으로 이관)
- ● 계양2번: 계양역 ~ 둑실동 (계양구시설관리공단으로 이관)
- ● 순환 31번: 신세계 ~ 주안역 (2016년 7월 30일 해성운수로 이관)
- ● 순환 43번: 청학동 ~ 농산물센터 (2016년 7월 30일 폐선)
- ● 순환 44번: 송도공영차고지 ~ 송도스포츠센터(LNG야구장) ~ 송도공영차고지 (2023년 4월 29일 폐선)
- ● 51-1번: 송도공영차고지 ~ 논현지구 (2018년 9월 15일 폐선)
- ● 순환 51-2번: 동막역 ~ 인천논현역 ~ 소래포구역 ~ 신연수역 ~ 동막역 (2016년 7월 30일 폐선)
- ● 순환 81번: 1차풍림아이원 ~ 대인고등학교 (2016년 7월 30일 폐선)
- ● 순환 82번: 삼보해피타임 ~ 귤현현대아이파크 (2016년 7월 30일 폐선)
- ● 720번: 연안부두 ~ (구)터미널 ~ 인천역 ~ 월미도 (2008-11-01 ~ 2014-11-01)
- ● 7번:청라차고지 ~ 제물포역 ~ 동인천역 ~ 신포역 (2020년 12월 31일 마니교통으로 이관)

### 도시철도
- ● 의정부 경전철: 발곡역 ~ 차량기지 임시승강장
  - 총연장: 11.3 km
  - 차량기지: 송산차량기지
  - 역수: 16개
  - 수탁 기간: ~ 2019년 4월 30일
  - 기타: 의정부경전철 사업단에서 위탁운영을 했었다. 인천교통공사에서 위탁관리하는 역이었나 사실상 의정부경전철 주식회사의 노선이다. 현재는 우진메트로 위탁으로 변경되었다.

## 보유 차량

### 인천 도시철도
- 인천교통공사 1000호대 전동차
- 인천교통공사 2000호대 전동차
- 인천교통공사 SR000호대 전동차
- 인천교통공사 7000호대 전동차

### 인천 시내버스
- 자일대우버스: 자일대우 NEW BS090, 자일대우 FXⅡ116 크루징 애로우, 자일대우 FX116 하모니
- 현대자동차: 현대 그린시티, 현대 뉴 프리미엄 유니버스 엘레강스
- KGM커머셜: 에디슨모터스 화이버드
- 우진산전: 우진산전 아폴로 2000, 우진산전 아폴로 1200

## 같이 보기
- 인천 도시철도
- 인천광역시의 시내버스
- 인천종합버스터미널